# Dickschalige Tellmuschel

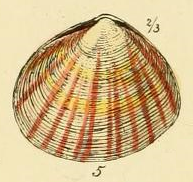
Arcopagia crassa (Pennant, 1777) (aus G. B. Sowerby II, 1859: Taf. 3, Fig. 5)

Die Dickschalige Tellmuschel (Arcopagia crassa) ist eine Muschelart aus der Familie der Tellmuscheln (Tellinidae), die auch in der Nordsee heimisch ist.

## Merkmale
Das leicht ungleichklappige, nicht aufgeblähte Gehäuse erreicht eine Länge von 65 Millimetern. Die rechte Klappe ist stärker gewölbt als die linke Klappe. Es ist im Umriss breit-eiförmig bis fast kreisförmig. Die Wirbel sitzen etwas hinter der Mitte. Hinterer und vorderer Dorsalrand sind nur schwach konvex gebogen. Der vordere, etwas längere vordere Dorsalrand fällt etwas flacher zum gut gerundeten Vorderrand ab. Der etwas kürzere, hintere Dorsalrand setzt geringfügig höher an und fällt etwas steiler zum gerundeten Hinterende ab. Der Ventralrand ist weit ausgerundet. Im hinteren Teil des Ventralrand befindet sich eine kleine Delle. 
Die Lunula ist eine kastanienbraun oder rötlich braun gefärbte Einsenkung mit feinen radial verlaufenden Furchen. Eine Area ist nicht ausgebildet. Das Ligament ist ein dunkelbraunes Band, das sich hinter den Wirbeln auf einer innen gelegenen Leiste auf die Hälfte der Länge  des hinteren Dorsalrandes erstreckt. In jeder Klappe sind zwei Kardinalzähne vorhanden. In der linken Klappe ist der vordere Kardinalzahn gefurcht und zweispitzig, der hintere klein. In der rechten Klappe ist dagegen der hintere Kardinalzahn gefurcht und zweispitzig und der vordere Kardinalzahn klein. In beiden Klappen ist zudem je ein kleiner vorderer und je ein kleiner hinterer Lateralzahn vorhanden. Der Mantel ist tief eingebuchtet und zungenförmig. Die Bucht ist schräg nach oben in Richtung vorderer Schließmuskel gerichtet und reicht über die Mittellinie hinaus. Es sind zwei Schließmuskeln vorhanden, von denen der vordere etwas länger ist. 
Die schmutzig weiße Schale ist dickwandig und fest. Die Oberfläche ist mit ziemlich regelmäßigen randparallelen feinen Rippen und Vertiefungen versehen. Die jährlichen Wachstumsunterbrechungen sind gut zu erkennen. Sie kreuzen sich mit wesentlich feineren, nur unter dem Mikroskop sichtbaren radialen Linien; dadurch erscheinen die randparallelen feinen Rippen leicht gekräuselt. Der Gehäuserand ist glatt ohne Einkerbungen oder dergleichen. Das Periostracum ist ein dünner, mattglänzender Überzug von gelbbrauner Farbe. Die Wirbel sind oft orangerot oder braunrot getönt; von den Wirbeln gehen oft Strahlen in derselben Farbe aus, die bis zum Gehäuserand reichen. Auch die Innenseite ist vor allem im Wirbelbereich oft orangerot getönt, die Tönung kann sich bis zum Gehäuserand ausdehnen.

## Geographische Verbreitung und Lebensraum
Das Verbreitungsgebiet der Art reicht von Nordnorwegen bis zum Senegal. Sie kommt auch in der Nordsee und im westlichen Mittelmeer vor. 
Sie lebt in Sandböden, auch grobsandigen und schillhaltigen Böden von etwa 20 Meter bis 150 Meter Wassertiefe.

## Taxonomie
Das Taxon wurde 1777 von Thomas Pennant als Tellina crassa aufgestellt. Es ist die Typusart der Gattung Arcopagia Brown, 1827. Gattung und Art werden von der MolluscaBase als gültige Taxa anerkannt.

## Belege

### Online
- Marine Bivalve Shells of the British Isles: Arcopagia crassa (Pennant, 1777) (Website des National Museum Wales, Department of Natural Sciences, Cardiff)
- Marine Species Identification Portal: Arcopagia crassa (Pennant, 1777)